# Communauté de communes du canton de Montret
La communauté de communes du canton de Montret est une ancienne communauté de communes française, située dans le département de Saône-et-Loire.

## Historique
Au 1er janvier 2014, la communauté de communes a fusionné avec la communauté de communes du canton de Louhans pour former la communauté de communes Cœur de Bresse. Sauf les communes de Savigny-sur-Seille et de La Frette ayant intégré la communauté de communes Saône, Seille, Sâne.

## Composition
Elle est composée des communes suivantes :
| Nom                             | Code Insee | Gentilé    | Superficie (km2) | Population (dernière pop. légale) | Densité (hab./km2) |
| ------------------------------- | ---------- | ---------- | ---------------- | --------------------------------- | ------------------ |
| Saint-Vincent-en-Bresse (siège) | 71489      |            | 15,75            | 561 (2014)                        | 36                 |
| La Frette                       | 71206      | Frettards  | 11,22            | 247 (2014)                        | 22                 |
| Juif                            | 71246      |            | 11,80            | 255 (2014)                        | 22                 |
| Montret                         | 71319      | Montretois | 14,59            | 798 (2014)                        | 55                 |
| Saint-André-en-Bresse           | 71386      |            | 4,86             | 106 (2014)                        | 22                 |
| Saint-Étienne-en-Bresse         | 71410      |            | 19,41            | 823 (2014)                        | 42                 |
| Savigny-sur-Seille              | 71508      | Savignas   | 14,48            | 423 (2014)                        | 29                 |
| Simard                          | 71523      | Simardins  | 22,12            | 1 226 (2014)                      | 55                 |
| Vérissey                        | 71568      |            | 8,27             | 52 (2014)                         | 6,3                |

## Administration
Le siège de la communauté de communes est situé à Saint-Vincent-en-Bresse.

### Présidence
L'actuel président de la communauté de communes est Jean-Marc Aberlenc, maire de Simard. Il assure l'intérim après la démission Pascal Maddin, le 31 janvier 2013, pour raisons de santé.
| Période                                  | Période  | Identité           | Étiquette | Qualité          |
| ---------------------------------------- | -------- | ------------------ | --------- | ---------------- |
| Les données manquantes sont à compléter. |          |                    |           |                  |
|                                          | 2013     | Pascal Maddin      |           |                  |
| 2013                                     | En cours | Jean-Marc Aberlenc |           | Maire de Simard. |

### Sources
- Le SPLAF (Site sur la Population et les Limites Administratives de la France)
- La base ASPIC
- Le répertoire SIRENE